# Oststeinbeker SV
Der Oststeinbeker SV ist ein Sportverein aus der schleswig-holsteinischen, am östlichen Stadtrand Hamburgs gelegenen Gemeinde Oststeinbek. Der eingetragene Verein (e. V.) wurde am 10. Juli 1948 gegründet.
Der Verein hat verschiedene Abteilungen, die älteste davon ist Fußball. In weiteren Abteilungen werden Volleyball, Badminton, Basketball, Beachvolleyball, Gymnastik, Judo, Jiu Jitsu, Kung Fu, Leichtathletik, Mutter & Kind-Turnen, Taekwondo, Tanzen und Tischtennis angeboten. Obwohl in Schleswig-Holstein ansässig, nehmen die meisten Sparten am Spielbetrieb der Hamburgischen Fachverbände teil.

## Abteilungen

### Badminton
Die Badmintonabteilung hat in der Saison 2006/07 zum ersten Mal 3 Mannschaften bei den Senioren sowie 2 Jugendmannschaften aufstellen können.
Die erste Mannschaft spielt in der Verbandsliga, die zweite nach zwei Aufstiegen in Folge in der Bezirksliga, die dritte als neu aufgestelltes Team in der Kreisklasse C. Beide Jugendmannschaften treten in der Klasse U19A für Kleinmannschaften an.
Außerdem findet jedes Jahr Anfang Mai das Ost'bek-Turnier statt, im Jahr 2008 schon in der 11. Auflage.

### Fußball
Die erste Männermannschaft des OSV spielte seit der Saison 2009/10 bis zum Abstieg 2012 in der Oberliga Hamburg. 2013 gelang die Rückkehr in die höchste Hamburger Spielklasse. Seit dem Rückzug nach Saisonende 2013/14 spielt das Team in der Kreisliga. In der Saison 2017/2018 gelang ihnen erst der Aufstieg in die Bezirksliga Ost und 2019/2020 in die Landesliga Hansa. Nach dem Verlust von vielen Spielern und Trainerwechseln konnte sich der OSV 2022/23 noch gerade so in der Liga halten, ehe 2023/24 dann der Abstieg in die Bezirksliga folgte.

### Tischtennis
Der Verein bildet gemeinsam mit dem Barsbütteler SV und dem Willinghusener SC die TTG Südstormarn. Diese nimmt in der Saison 2020/21 mit drei Damen- und fünf Herren-Mannschaften am Spielbetrieb teil. Am erfolgreichsten ist dabei die erste Damen-Mannschaft, die in der Hamburgliga spielt. Außerdem nimmt die Spielgemeinschaft mit einer Jungen-U15-Mannschaft am Spielbetrieb teil.

### Volleyball
| Volleyball-Abteilung | Volleyball-Abteilung                        | Volleyball-Abteilung                        |
| -------------------- | ------------------------------------------- | ------------------------------------------- |
| Spielklasse          | 3. Liga Nord                                | 3. Liga Nord                                |
| Spielstätte          | Walter-Ruckert-Sporthalle Oststeinbek       | Walter-Ruckert-Sporthalle Oststeinbek       |
| Chef-Trainer         | Björn Domroese                              | Björn Domroese                              |
| Vereinserfolge       | Teilnahme 1. Bundesliga 2005/06 und 2007/08 | Teilnahme 1. Bundesliga 2005/06 und 2007/08 |
| Saison 2017/18       | Platz 8 Dritte Liga Nord                    | Platz 8 Dritte Liga Nord                    |

Zweimal spielte die Männermannschaft des OSV in der Volleyball-Bundesliga. In der Saison 2005/06 stiegen die „Ostbek Cowboys“ nach einer Spielzeit wieder aus der Bundesliga ab. Nach nur einem Jahr in der zweiten Liga gelang mit der erfolgreichen Relegation gegen die FT Freiburg der sofortige Wiederaufstieg in die erste Liga, in der sie während der Saison 2007/08 unter dem Namen „Hamburg Cowboys“ antraten. Sie beendeten die Saison als Tabellenletzter und lösten sich anschließend auf. Heute spielt die erste Männermannschaft, die mit dem Namen „Ostbek Pirates“ auftritt, in der 3. Liga Nord. Die erste Frauenmannschaft des Trainers Jörg Förster spielt unter dem Namen „Ostbek Cowgirls“ in der Regionalliga. Die zweite Frauenmannschaft, die „Ostbek Rockets“, spielen in Hamburgs höchster Spielklasse, der Verbandsliga. Insgesamt gehören noch zwei weitere Männermannschaften zur Volleyball-Abteilung.

## Infrastruktur
Das Gelände des Vereins bietet umfangreiche Möglichkeiten zum Sportbetrieb:
- 1 Kunstrasenplatz
- 1 Rasenplatz mit Tartanbahn
- 2 Sporthallen (davon eine mit gesondertem Gymnastikraum, Budo-Raum sowie Fitnessstudio mit Wellnessbereich)
- 1 Bolzplatz
- 1 Beachvolleyballplatz mit 4 Feldern